# Konzer Bach
Der Konzer Bach, im Oberlauf Niedermenniger Bach und im Unterlauf Maiersbach genannt, ist ein fast 8 Kilometer langer, orografisch rechter Nebenfluss der Saar im rheinland-pfälzischen Landkreis Trier-Saarburg, der auf dem Gebiet der Gemeinde Konz verläuft.

## Geographie

### Verlauf
Der Konzer Bach entspringt östlich von Krettnach auf einer Höhe von 315 m ü. NHN. Zuerst Richtung Westen und dann Richtung Norden abfließend, wendet sich der Lauf bei Niedermennig in einem weiten Bogen nach Westen und speist dort den Stauteich der Niedermenniger Ölmühle. Anschließend durchfließt er in westlicher Richtung das Konzer Tälchen. Nach dem größtenteils verrohrten Durchfließen von Konz mündet der Konzer Bach auf 130 m ü. NHN rechtsseitig in die Saar, kurz bevor diese in die Mosel mündet.
Der Bach fällt auf seinem 7,9 km langen Weg um 185 Höhenmeter, was einem mittleren Sohlgefälle von 24 ‰ entspricht. Er entwässert ein 16,1 km² großes Wassereinzugsgebiet über Saar, Mosel und Rhein zur Nordsee.

### Zuflüsse
Von der Quelle zur Mündung. Auswahl.
- Teichgraben, von links vor Krettnach, über 0,2 km und 0,1 km²
- (Bach aus dem Seifbüsch), von links nach Krettnach, 0,4 km und unter 0,1 km².
An diesem Zufluss knickt der Bachlauf aus westlicher auf nördliche Richtung.
- (Weinbergsentwässerung), von rechts bei Obermennig, 0,4 km und 0,2 km²
- (Entwässerungsgraben), von rechts am Beginn von Niedermennig in den Bachbogen nach Westen, über 0,2 km und 0,6 km²
- Kelterbach, von rechts bei Niedermennig, 1,0 km und 0,7 km²
- Lambertsbach, von links nach Niedermennig und vor einer Aussiedlerhofgruppe, 2,2 km und 1,4 km²
- Kommlinger Bach, von links gegenüber und etwas vor Stein, 1,7 km und 0,7 km²
- Donatusbach, von links gegenüber Stein, 0,9 km und unter 0,4 km²
- Priestbach, von rechts nach Stein, 2,4 km und 1,8 km²
- Faulbach, von rechts, 0,7 km und über 0,3 km²
- (Graben am Bad), von links vor Konz, 0,5 km und 0,7 km²
- Berendsgraben, von links in Konz, 2,2 km und 1,8 km²

## Gewässerzustand
Der Konzer Bach zählt zu den grobmaterialreichen, silikatischen Mittelgebirgsbächen (Typ 5). Seine Gewässerstrukturgüte wird überwiegend mit stark bis vollständig verändert angegeben. Nur wenige kurze Abschnitte gelten als deutlich verändert. Die Gewässergüte wird mit mäßig belastet angegeben.